# Subtractieve synthese

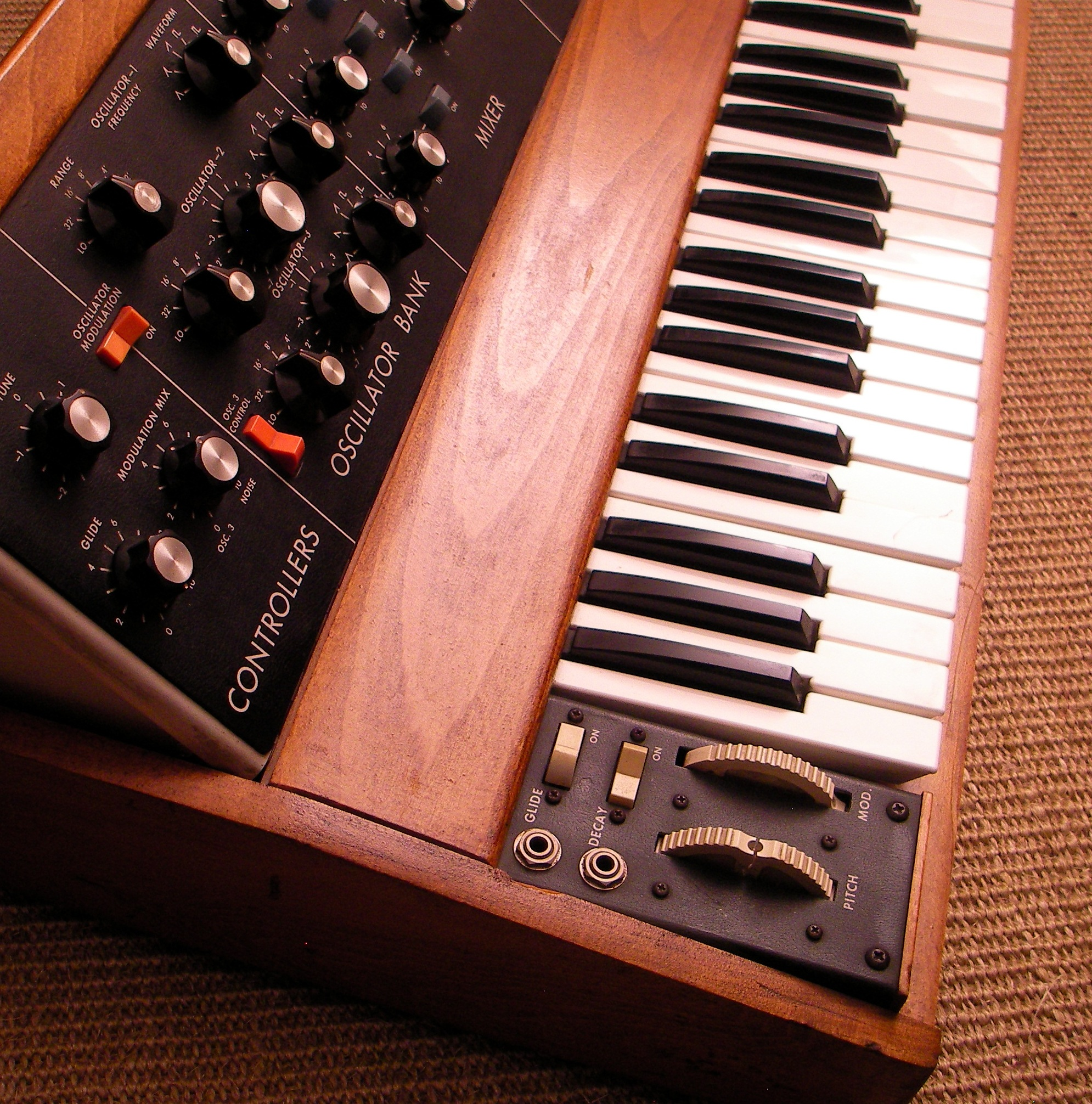
De Minimoog heeft drie oscillatoren, een filter en een amplitude-envelope

Subtractieve synthese is een van de eerste en nog steeds een van de meest gebruikte synthesemodellen. Hierbij wordt de klank van een of meerdere oscillatoren, die doorgaans rijk is aan boventonen, gefilterd. Bij dit filteren worden bepaalde harmonischen (boventonen) van het signaal afgetrokken (Engels: to subtract). Op dit filter wordt dikwijls een omhullendegenerator toegepast om een klankverloop te genereren.
Een van de eerste en bekendste synthesizerfabrikanten met dit principe is de Moog.
FM · 
Wavetable · 
Additief · 
Subtractief · 
Phase Distortion · 
Fasemodulatie · 
Physical modelling · 
Virtueel analoog · 
Formant · 
Sample-gebaseerd · 
Granulair